# Football Club Platinum
El Football Club Platinum és un club zimbabuès de futbol de la ciutat de Zvishavane. Va ser fundat el 1995. Fins 2010 fou conegut com Mimosa Football Club i el gener de 2011 canvià a FC Platinum.

## Palmarès
- Lliga zimbabuesa de futbol[4]
  - 2017, 2018, 2019, 2021/22

- Copa zimbabuesa de futbol[5]
  - 2014